# La talpa (miniserie televisiva)
La talpa (Tinker, Tailor, Soldier, Spy) è una miniserie televisiva britannica del 1979. Diretta da John Irvin, fu adattata in sette puntate (ridotte a sei nella versione statunitense) da Arthur Hopcraft dal romanzo omonimo di John le Carré.
È la prima delle due miniserie televisive in cui Alec Guinness interpreta George Smiley, curiosa figura di antieroe borghese dalle qualità assai poco visibili, che pratica la discrezione assoluta, contrapposto agli agenti segreti superatletici in voga già in quel periodo. Le Carré stesso affermò in un'intervista che l'interpretazione magistrale di Guinness, da lui stesso indicato a Hopcraft, gli sottrasse in qualche modo Smiley e lo spinse a spostarsi su altri personaggi in libri successivi.

## Sigla
La sigla mostrava una Matrioska che svelava al suo interno un'ulteriore bambola dall'espressione sempre più irata, fino ad arrivare a quella finale, senza volto: un'allusione alla frase con cui Winston Churchill descriveva l'Unione Sovietica come "un rompicapo, avvolto in un mistero, dentro un enigma".

## Colonna sonora
La colonna sonora originale, composta da Geoffrey Burgon, vinse il Ivor Novello Awards nel 1979. Il pezzo dei titoli di coda è un arrangiamento per organo, tromba e voci bianche del Nunc dimittis dal libro delle preghiere comuni anglicano del 1662.